# Danigeldo

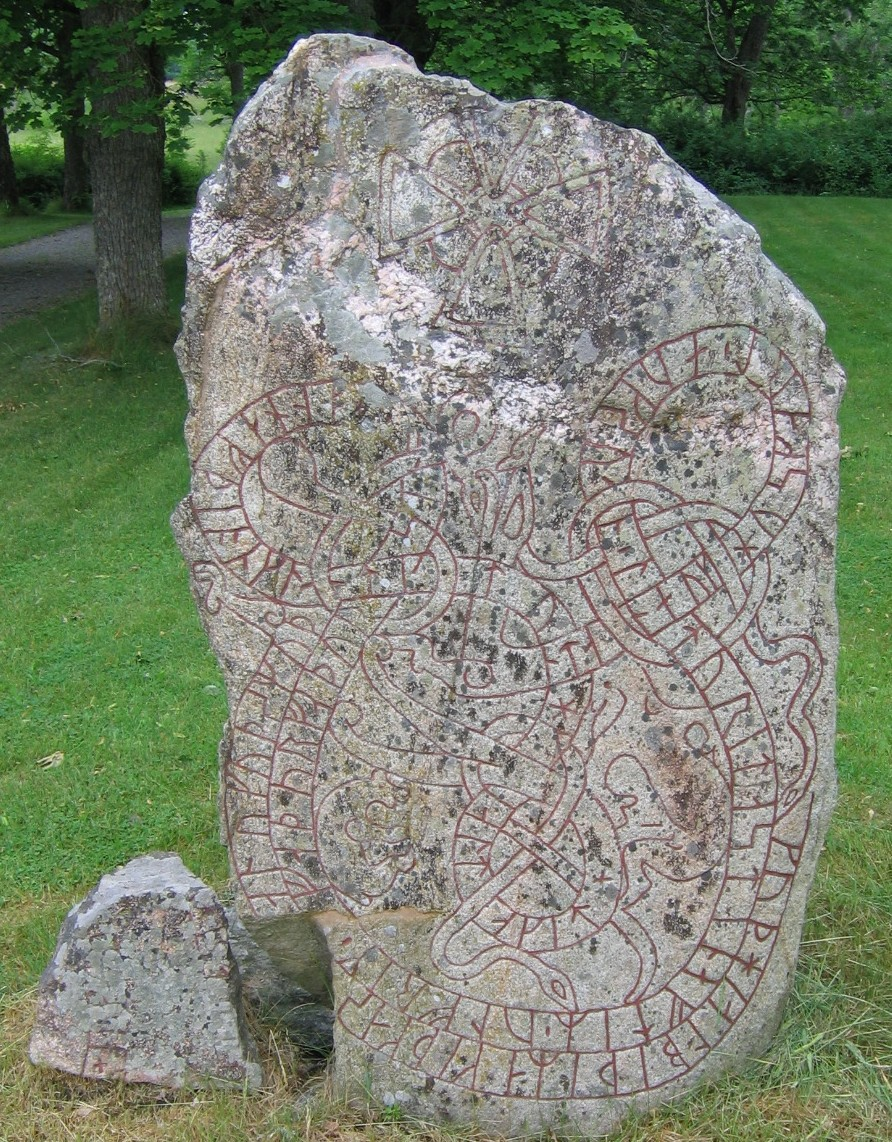
A pedra rúnica U 241 em Lingsberga, Uplândia, Suécia, foi erigida pelo neto de Ulfrico c. 1050 em comemoração ao seu segundo recebimento de danegeld na Inglaterra.

Danigeldo (em latim: Danigeldum), danegeldo (em latim: Danegeldus; danegeld) ou danogeldo (em latim: danogeldum), literalmente tributo ou taxa dana, era um tributo pago aos saqueadores viquingues para poupar uma terra de ser saqueada. Era chamado de geldo (geld) ou gafol nas fontes do século XII; o termo danigeldo não aparece até o início do século XII. Era característico da política real tanto na Inglaterra como na França durante os séculos IX a XII, coletado tanto como tributo, para subornar os atacantes, como despesa para pagar forças defensivas.
Na Inglaterra, um hide era teoricamente uma área de terra suficiente para sustentar uma família; no entanto, seu verdadeiro tamanho e valor econômico variavam enormemente. A finalidade do couro era como unidade de avaliação e foi a base para o imposto sobre a terra que ficou conhecido como Danegeld. Inicialmente foi cobrado como um tributo para comprar os invasores vikings, mas após a conquista dinamarquesa de 1016 foi mantido como um imposto territorial permanente para pagar a defesa do reino. As expedições vikings para a Inglaterra eram geralmente lideradas pelos reis dinamarqueses, mas eram compostas por guerreiros de toda a Escandinávia, e eventualmente trouxeram para casa mais de 100 toneladas de prata.